# Fabio Dal Cin
Fabio Dal Cin (* 23. ledna 1965 Vittorio Veneto) je italský římskokatolický duchovní, arcibiskup a územní prelát Loreta.

## Život
Narodil se 23. ledna 1965 ve Vittorio Veneto.
Vstoupil do nižšího semináře a následně vyššího semináře ve v rodném městě. Získal licenciát z teologie. Dne 7. prosince 1990 byl biskupem Eugeniem Ravignanim vysvěcen na kněze. Stal se farním vikářem dómu v Motta di Livenza. Od roku 2000 byl zodpovědný za pastorační povolání v diecézi. O tři roky později byl jmenován biskupským ceremoniářem a animátorem vyššího semináře.
V březnu 2007 se stal úředníkem Kongregace pro biskupy. Roku 2011 získal na Papežském ateneu sv. Anselma doktorát z teologie. Dne 10. září 2012 mu byl udělen titul Kaplan Jeho Svatosti.
Dne 20. května 2017 jej papež František jmenoval arcibiskupem-prelátem Loreta. Biskupské svěcení přijal 9. července z rukou kardinála Marca Ouelleta a spolusvětiteli byli biskup Corrado Pizziolo a arcibiskup Giovanni Tonucci. Je také papežským delegátem Svaté chýše.